# Cărucior pentru copii
În anul 1733 William Kent, eminent arhitect englez, arhitect peisagist  și designer de mobilier care a trăit la începutul secolului al 18-lea, este cel care a inventat primul vehicul pentru copii, confecționat pentru Ducele Devonshire. La acest vehicul tracțiunea era făcută de un cățel, capră sau ponei.
În 1830 Benjamin Potter Crandall a vândut primele cărucioare în America, iar fiul acestuia, Jesse Anmoul Crandall a patentat mai multe îmbunătățiri făcute cărucioarelor standard, adăugând parasolar și suport de umbrele.
În anul 1840 aceste vehicole au început să fie din ce în ce mai populare și ca urmare, Regina Victoria a cumpărat trei cărucioare pentru copii de la Hitchings Baby Store.
Primele cărucioare pentru copii aveau prețuri exorbitante, iar siguranța copiilor era precară. Cărucioarele erau confecționate din lemn sau răchită, purtau ornamente greoaie și aveau nume de familii regale.
În 1848 Charles Burton a construit primul cărucior fără tracțiune animală. Acest nou model putea fi împins de oameni.
Burton a deschis în Anglia o fabrică de cărucioare pentru copii, care prelua comenzi de la toate capetele încoronate ale lumii.
În 1858 se deschide prima fabrică de cărucioare din America, dar în această țară popularitatea lor era încă scăzută.
În anul 1889 William Richardson a patentat primul model de cărucior reversibil.
Caracteristica principală a căruciorului reversibil o constituie posibilitatea de a modifica poziția șezutului cu fața sau cu spatele la părinte.
La noul model de cărucior reversibil, roțile se mișcau independent una față de alta.
După aI Doilea Război Mondial industria cărucioarelor pentru copii a dezvoltat noi modele care includeau: roți mai mari, sistem de frânare, landouri mai spațioase și structură solidă.
Cărucioarele pentru copii erau deja concepute ca fiind mai sigure, iar accesoriile acestora s-au înmulțit.
În 1965 Owen Maclaren cunoscut ca inginer aeronaut, a conceput la recomandarea fiicei acestuia, un cărucior cu structura de aluminiu și pliere foarte compactă.
Din acel moment, cărucioarele au fost mai ușor de utilizat și transportat.
În 1980 Philip Baechler, datorită faptului că nu putea fi  însoțit de copilul său în timpul orelor de jogging, a schimbat roțile căruciorului cu roți de bicicletă, reușind astfel să construiască primul cărucior jogging .
Inovația a continuat atât pentru cărucioarele clasice cât și pentru cele multifuncționale.
Accentul a început să se pună din ce în ce mai mult pe utilizarea facilă a acestora și caracteristicile lor estetice .

## Legaturi externe
- Ghid alegerea caruciorului
- Infografic: Mamicile iubesc carucioarele sport. Copiii le adora! Arhivat în 15 septembrie 2016, la Wayback Machine.